# The Return of the Magnificent 7
The Return of the Magnificent 7 è un album dei gruppi musicali R&B The Supremes e Four Tops, pubblicato nel 1971 dalla Motown.

## Tracce
1. You Gotta Have Love in Your Heart
2. I Wonder Where We're Going
3. Call Me
4. One More Bridge to Cross
5. If You Could See Me Now
6. I'll Try Not to Cry
7. I'm Glad About It
8. Let's Make Love Now
9. I Can't Believe You Love Me
10. Where Would I Be Without You Baby
11. What Do You Have to Do (To Stay on the Right Side of Love)